# آشور-نادین-شومی

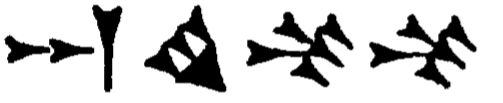
نام Ashur-nadin-shumi (در اکدی: Aššur-nādin-šumi) به خط میخی اکدی (بابلی/آشوری) نوشته شده است.

آشور-ندین-شومی (Aššur-nadin-šumi، Ašur-nadin-šumi)، از پادشاهان سلسله دهم بابل در فاصله سالهای ۷۰۰ (یا به قولی ۶۹۹) و ۶۹۴ قبل از میلاد. وی پسر سناخریب پادشاه آشور بود و پس از اینکه بل-ایبنی توسط آشوریان دستگیر و تبعید شد، از سوی سناخریب به حکومت بابل نشانده شد. در واقع تجربه بل-ایبنی به سناخریب نشان داد که نمی‌تواند به یک بابلی در سپردن حکومت آنجا اعتماد کند. در سال ۶۹۴ پ. م. سناخریب برای نابود کردن یک پایگاه ایلامی در سواحل خلیج فارس، به آنجا لشکرکشی کرد. سپاهیان و ادوات جنگی آشوریها از طریق دجله به سوی دریا روانه شدند. کلدیها و آشوریها در کنار رود کرخه مصاف دادند و در این زورآزمایی آشوریها پیروز شدند، اتفاقی که احتمال آن بسیار می‌رفت. در هنگامی که آشوریها در حدود خلیج فارس مشغول نبرد بودند، ایلامی‌ها در یک حرکت غیرمنتظره و کاملاً تعجب‌آور به شمال بابل یورش بردند و آشور-ندین-شومی را دستگیر کردند و به ایلام بردند. آشور-ندین-شومی در ایلام به قتل رسید. ایلامی‌ها به جای وی، یکی از اشراف و بزرگان بابل به نام نرگال-اوشزیب را به تخت بابل منصوب کردند.